# Polytribax luteus
Polytribax luteus là một loài tò vò trong họ Ichneumonidae.